# ديك راند
ديك راند (بالإنجليزية: Dick Rand)‏ هو لاعب كرة قاعدة أمريكي، ولد في 7 مارس 1931 في سوث غيت في الولايات المتحدة، وتوفي في 22 يناير 1996 في مورينو فالي في الولايات المتحدة.

## وصلات خارجية
- ديك راند على موقعبيزبول رفرنس.كوم (الدوري الرئيسي) (الإنجليزية)
- ديك راند على موقعبيزبول رفرنس.كوم (الدوري الثانوي) (الإنجليزية)